# Staré Sedlo (kraj karlowarski)
Staré Sedlo – wieś i gmina w Czechach, w powiecie Sokolov, w kraju karlowarskim. Według danych z dnia 1 stycznia 2014 liczyła 815 mieszkańców.